# Llevat negre

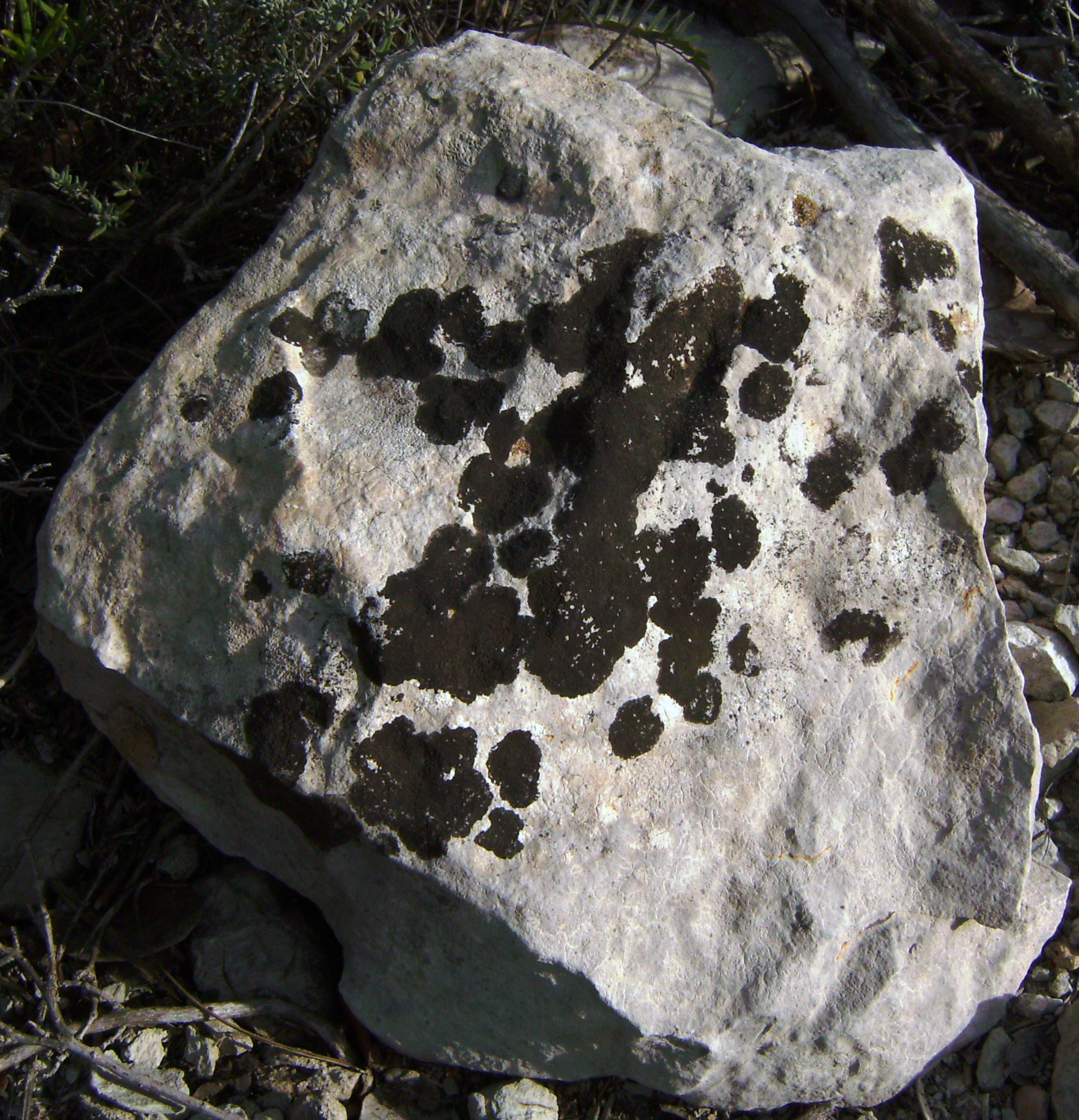
Llevats negres (líquens) sobre una pedra calcària

Els llevats negres (en anglès:“Black yeasts”) és un terme ampli que descriu un grup divers de microfongs de creixement lent els quals es reprodueixen principalment de forma asexual (fongs imperfectes). Alguns gèneres es reprodueixen per gemmació, mentre en d'altres prepondera el desenvolupament per hifes o per creixement isodiamètric meristemàtic. Els llevats negres comparteixen algunes característiques distintives, en particular la melanització de la seva paret cel·lular (d'on prové el seu nom de llevats negres)
Van ser descrits a principi de la dècada de 1980. Es creu que els llevats negres són els organismes eucariotes més resistents coneguts fins a la data. El consorci comprèn dos grups molt diferents filogenèticament: Moltes espècies es troben en els ordres Capnodiales, Dothideales, i Pleosporales (classe Dothideomycetes). Colonitzen roques nues, per exemple a la Conca del Mediterrani, però també es troben en ambients molt hostils com zones polars, deserts, i salines. Per altra banda, els membres de l'ordre Chaetothyriales (classe Eurotiomycetes) es troben en ambients pobres en nutrients i/o rics en hidrocarburs aromàtics volàtils, utilitzant aquests darrers com a font de carboni i energia pel seu desenvolupament. Algunes espècies estan associades amb líquens i amb formigues talladores de fulles en associacions de mutualisme. També poden ser patògens oportunistes dels vertebrats, inclosos els humans, com Exophiala dermatitidis o Cladophialophora bantiana. Recentment s'ha descobert que algunes espècies són radiòtrofes, i han estat aïllades de l'interior del reactor nuclear accidentat de Txernòbil.
Els llevats negres com E. dermatitidis o Hortaea werneckii s'han estudiat com organismes model en l'astrobiologia, bioremediació d'ecosistemes contaminats a través de la biofiltració, efectes de la radiació ionitzant en zona contaminada, biodeteriorament de materials, i mecanismes d'adaptació a altes concentracions de sals.